# St.-Michaelis-Kirche (Chemnitz)

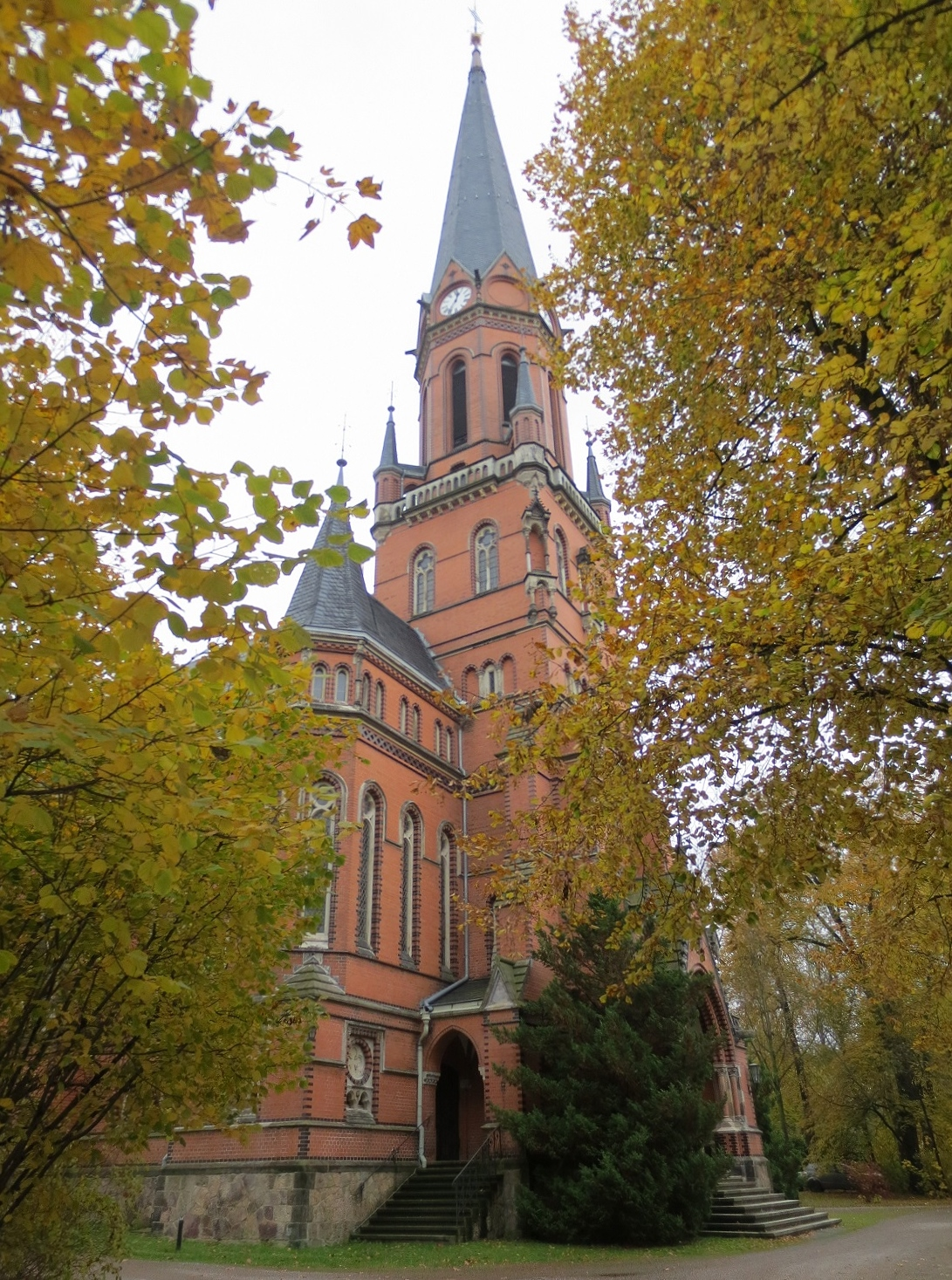
Kirche St. Michaelis in Altchemnitz

Die St.-Michaelis-Kirche im Stadtteil Altchemnitz der Stadt Chemnitz ist eine der beiden Pfarrkirchen der evangelisch-lutherischen Kirchgemeinde Altchemnitz-Harthau. Der Neubau nach Entwurf des Architekten Christian Schramm wurde am 5. Juli 1891 eingeweiht. Aus der Ruine einer romanischen Saalkirche des 13. Jahrhunderts, die 1888 vollständig abgebrannt war, entstand von 1889 bis 1891 durch den Neubau der neugotischen dreischiffigen Hallenkirche ein völlig anderes Kirchengebäude für das verstädterte Altchemnitz. Zunächst trug das Gebäude den Namen der abgebrannten St.-Peter-Pauls-Kirche, wurde aber 1894 – analog zur Pfarrgemeinde – in St.-Michaelis-Kirche umbenannt.

## Geschichte des Ortes
Altchemnitz wurde als einreihiges Waldhufendorf, schon früh zum Chemnitzer Benediktinerkloster gehörig, um 1200 als „Antiqua Kemnitz“ urkundlich erstmals erwähnt. Bereits um das Jahr 1200 hatte Altchemnitz wohl eine Kirche, die den Aposteln Petrus und Paulus geweiht war. Eine weitere Nennung stammt aus dem Jahr 1311 („Alden Kempnitz“). Man bezeichnete den Ort als ältere Siedlung im Vergleich zur jüngeren Stadt Chemnitz. Vor dem Dreißigjährigen Krieg war Altchemnitz eine selbstständige Parochie (Amtsbezirk eines Geistlichen). Nach dem Krieg wurde es zur Filiale der Parochie St. Nikolai in Chemnitz.
Schon früh entwickelte sich Altchemnitz zum Industriestandort. Bereits in den 1820er Jahren gab es eine rege Fabriktätigkeit entlang des Chemnitzflusses bis hin zur Stadt Chemnitz. Bis 1884 verschwanden die letzten Bauernhöfe in Altchemnitz, dafür entstanden größere Fabriken. Wegen der Industrialisierung im 19. Jahrhundert wurde der Ort am 30. November 1884 wieder eine eigene Kirchgemeinde mit eigenem Pfarramt und 3.900 Gemeindegliedern. Am 1. Oktober 1894 jedoch wurde der bis dahin eigenständige Vorort Altchemnitz mit Chemnitz vereinigt.

## Brandkatastrophe 1888
Nachdem die Peter-Pauls-Kirche bereits am 2. Weihnachtsfeiertag 1887 durch ein ausgebrochenes Feuer bedroht worden war, wurde der 9. Januar 1888 zu einem Katastrophentag. Das angrenzende Gut ging durch Brandstiftung in Flammen auf, wegen des heftigen Sturms erfasste das Feuer auch die Kirche, die vollständig abbrannte.

## Neubau
Schon vor der Katastrophe hatte es Überlegungen zum Neubau einer Kirche gegeben. Es wurde ein Kirchbaufonds angelegt, und die kirchlichen Veranstaltungen fanden im nahe gelegenen Gasthaus und im Pfarramt statt. Im Juni 1888 versammelte sich die Gemeinde zu Gottesdiensten sogar in einer neu gebauten Turnhalle, die mit dem notwendigen Inventar versehen war und bis zur Einweihung der neuen Kirche genutzt wurde. Die feierliche Grundsteinlegung für das größere Kirchengebäude fand am 3. Juni 1889 statt. Der Bau wurde auf einer Fläche von 1.500 m² nach den Plänen des Dresdner Architekten Christian Schramm errichtet.

## Ausstattung
Die Kirche bot und bietet 850 Besuchern Platz. Der Altar und die Kanzel bestehen aus Sandstein. Den Aufsatz aus Eichenholz tragen Säulen aus Serpentinstein. Die figürlichen Farbverglasungen zur Himmelfahrt Christi stammen aus dem Atelier Urban in Dresden. 

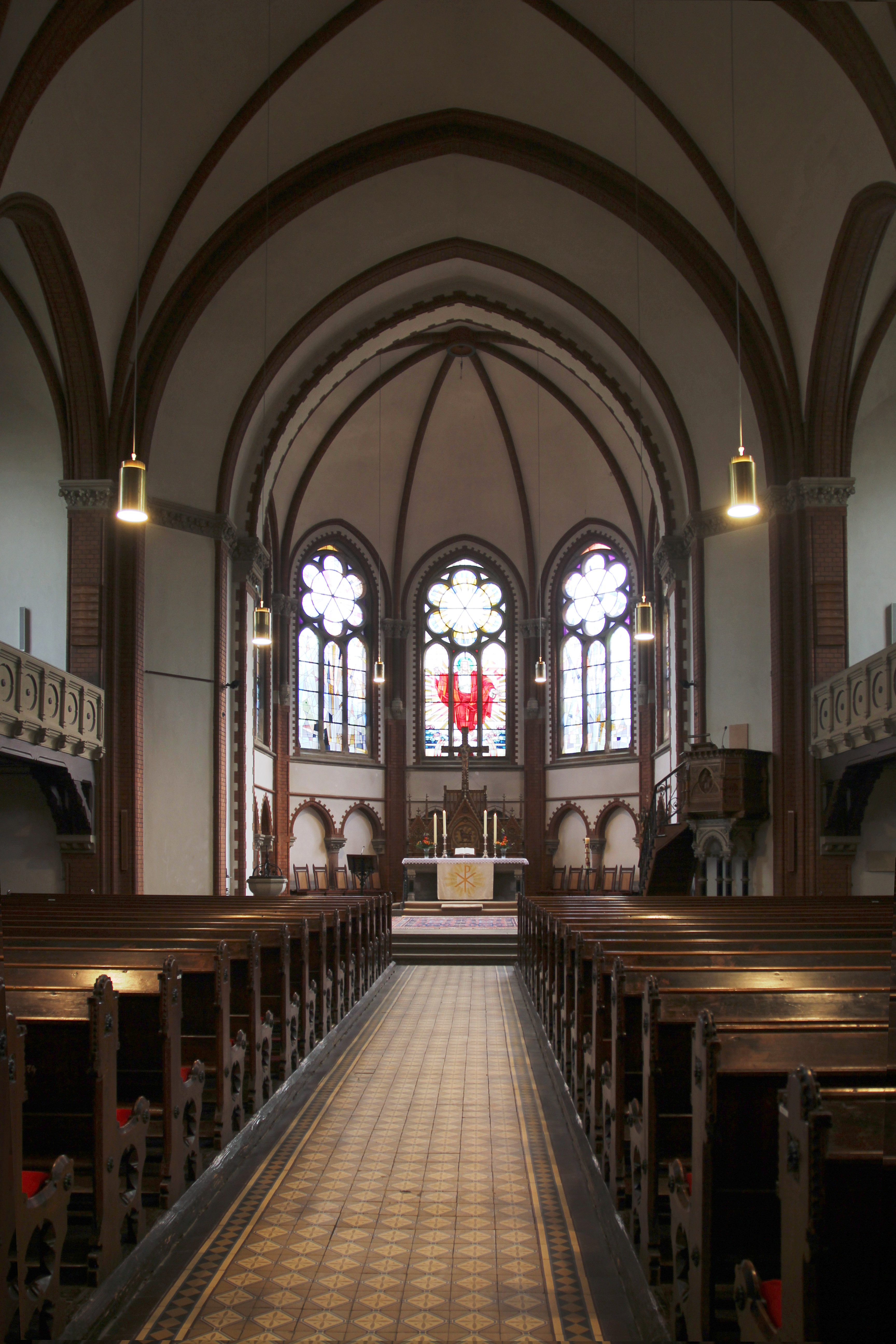
Blick vom Eingang in den Saal zum Altar
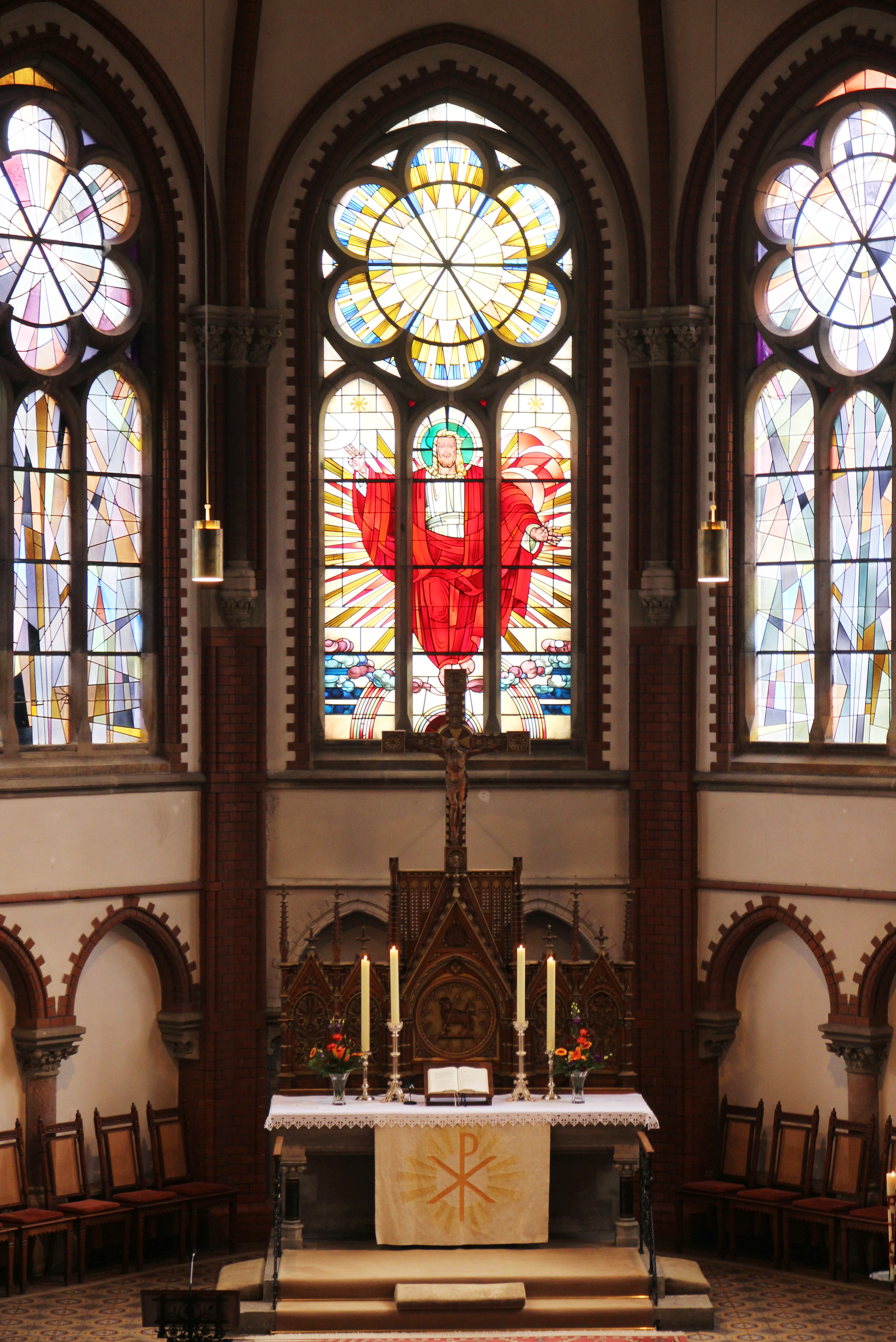
Blick auf Altar und Chorfenster
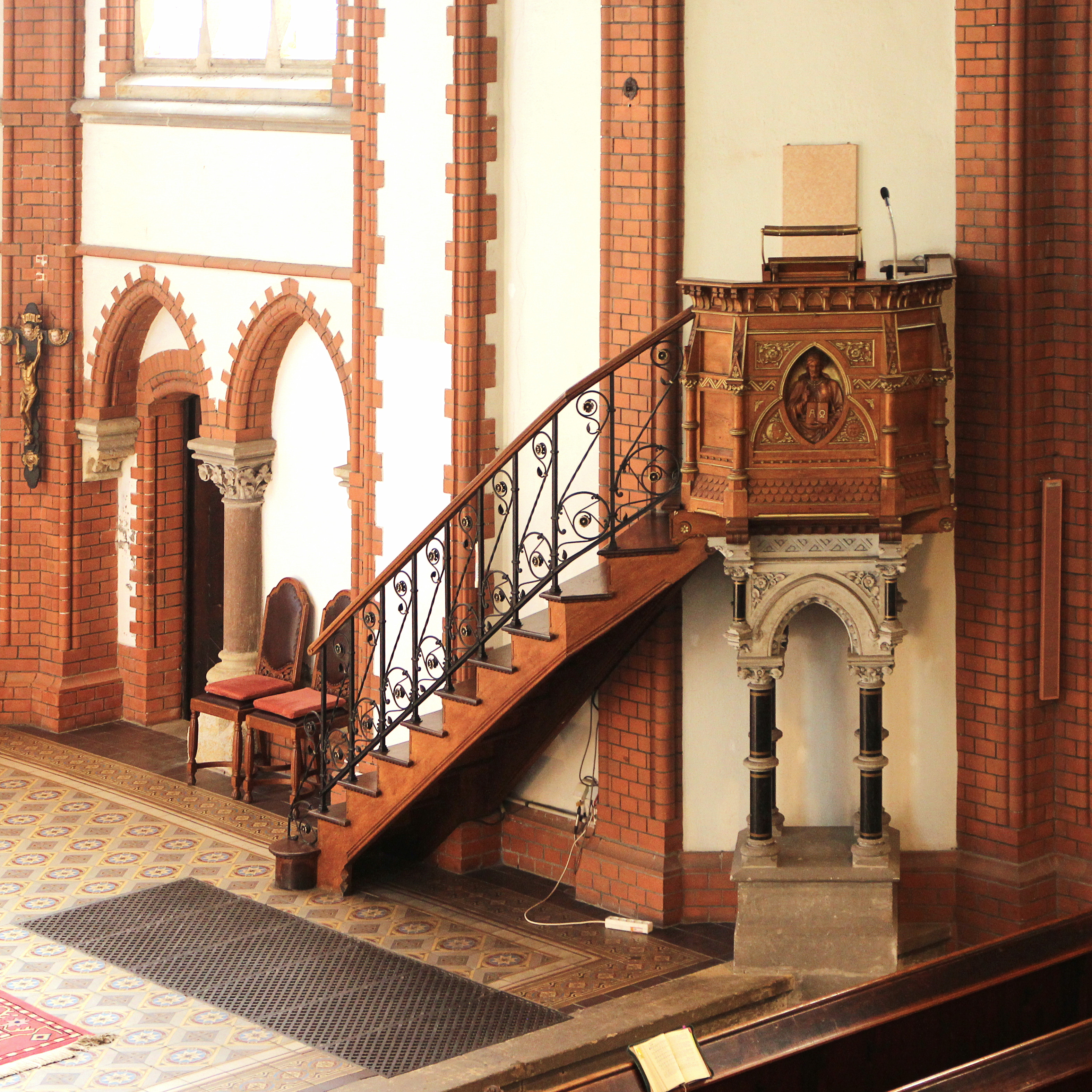
Kanzel der Kirche
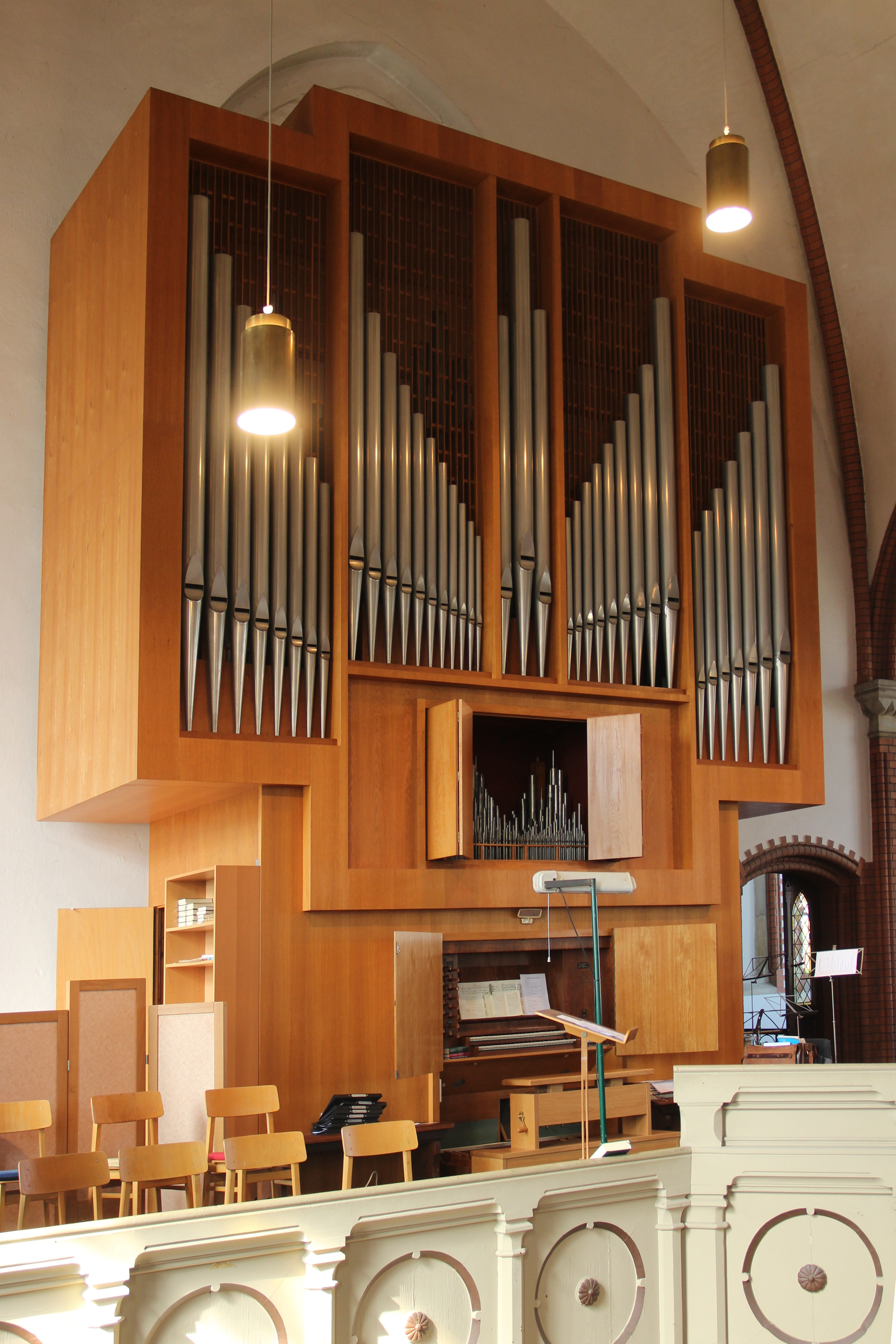
Jehmlich-Orgel

Das Äußere der Kirche zeigt Anklänge an die norddeutsche Backsteingotik und ist typisch für die Neogotik des Historismus.

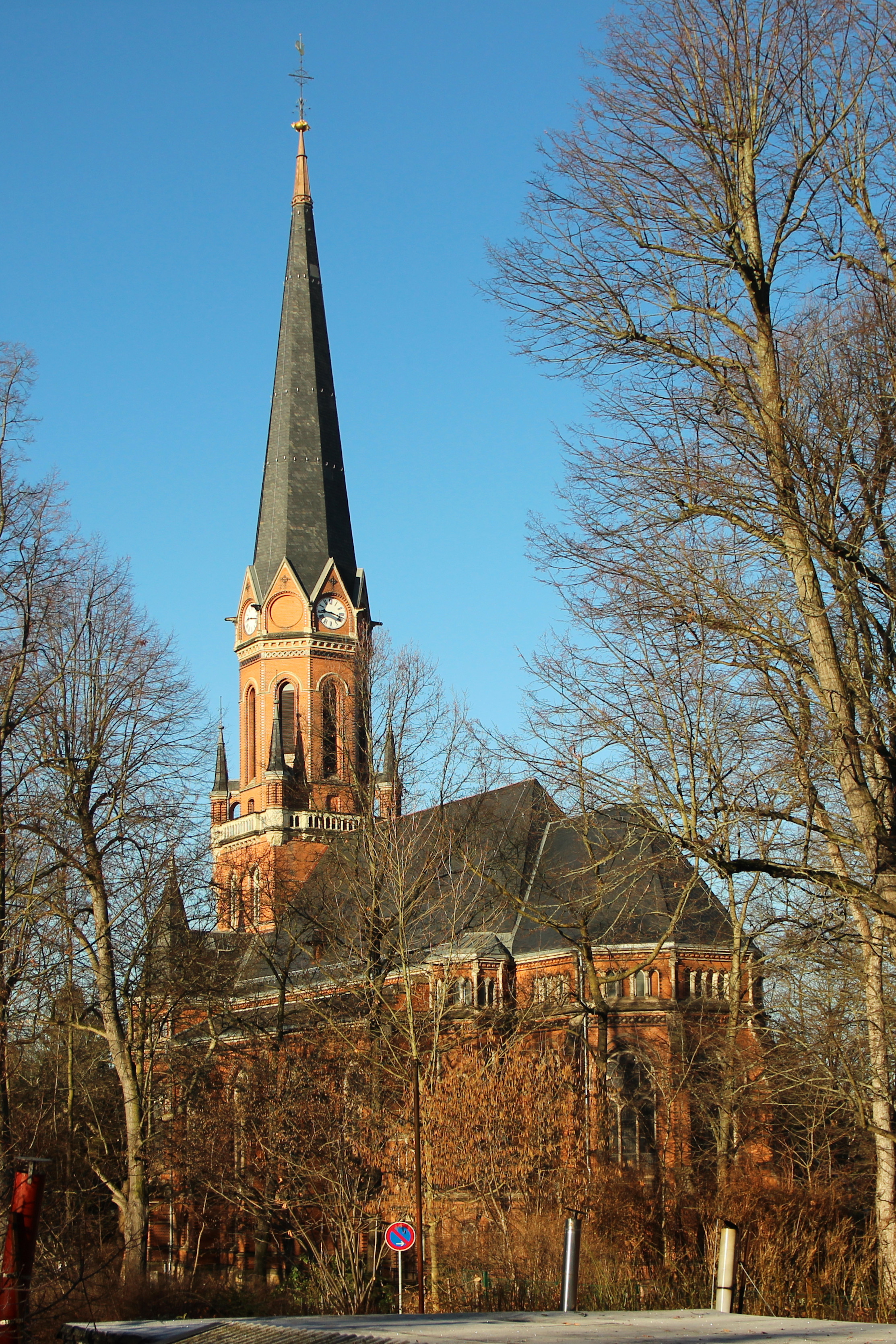
Kirche von Südosten aus
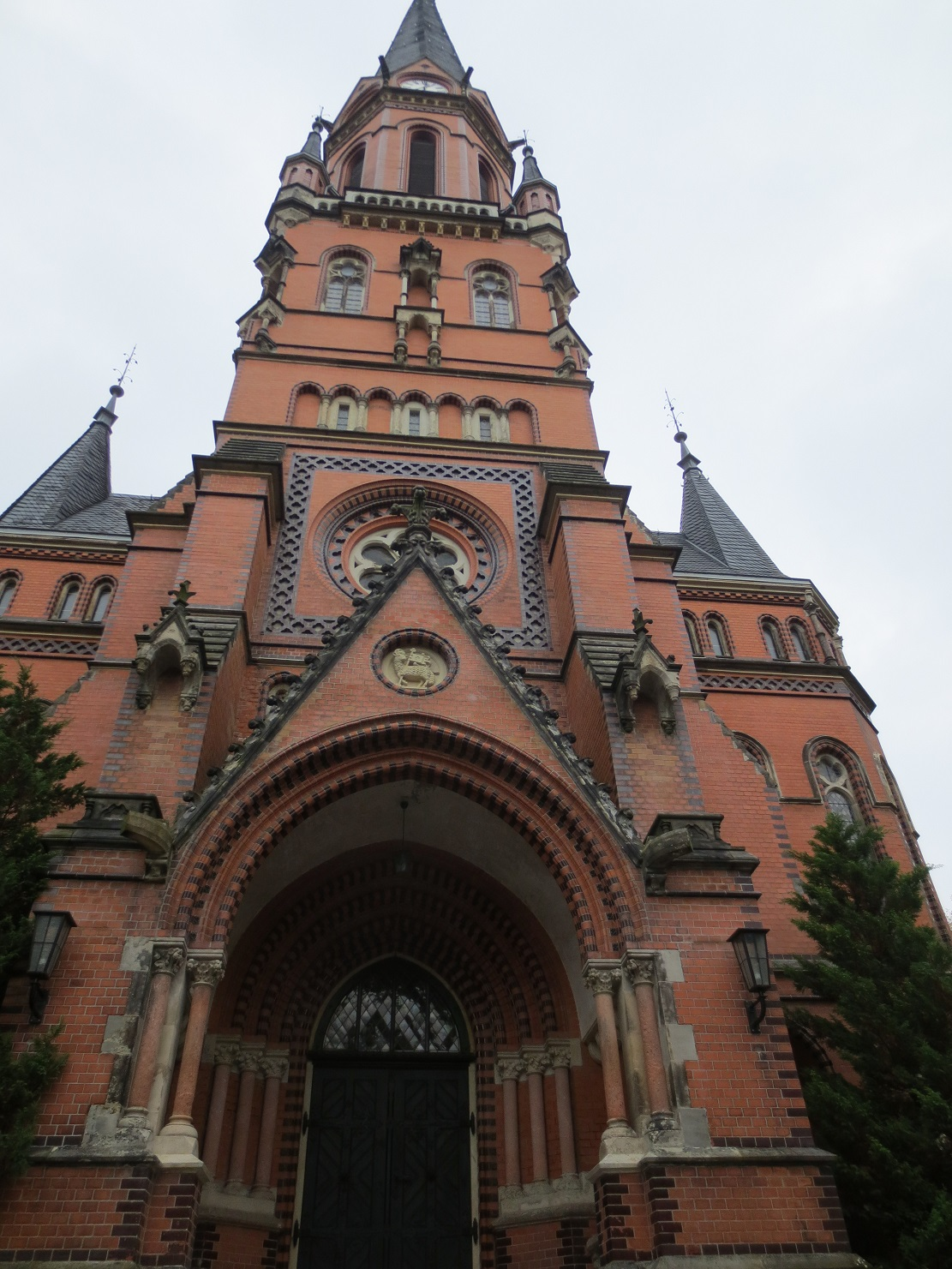
Portal mit Turm
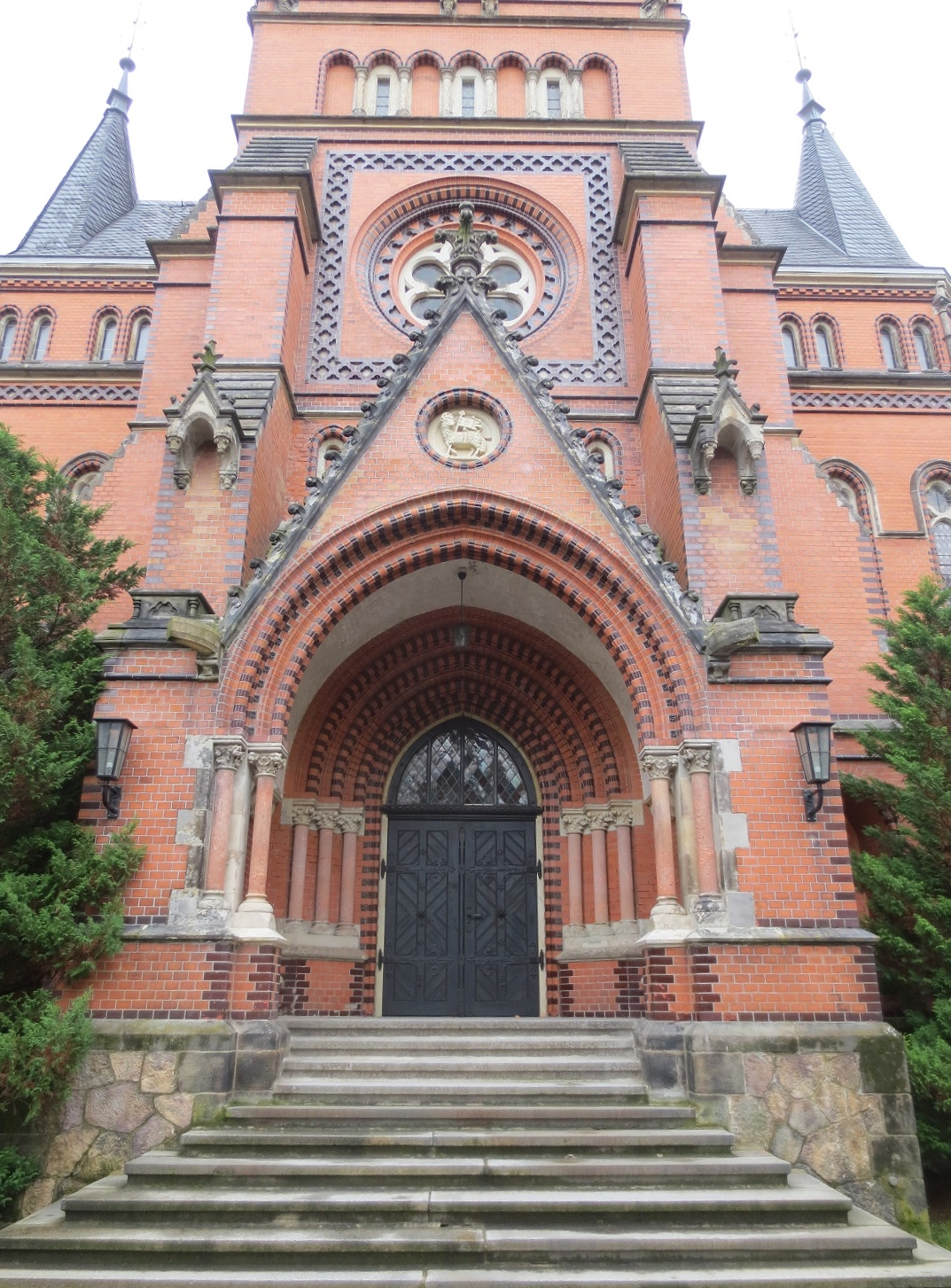
Eingang
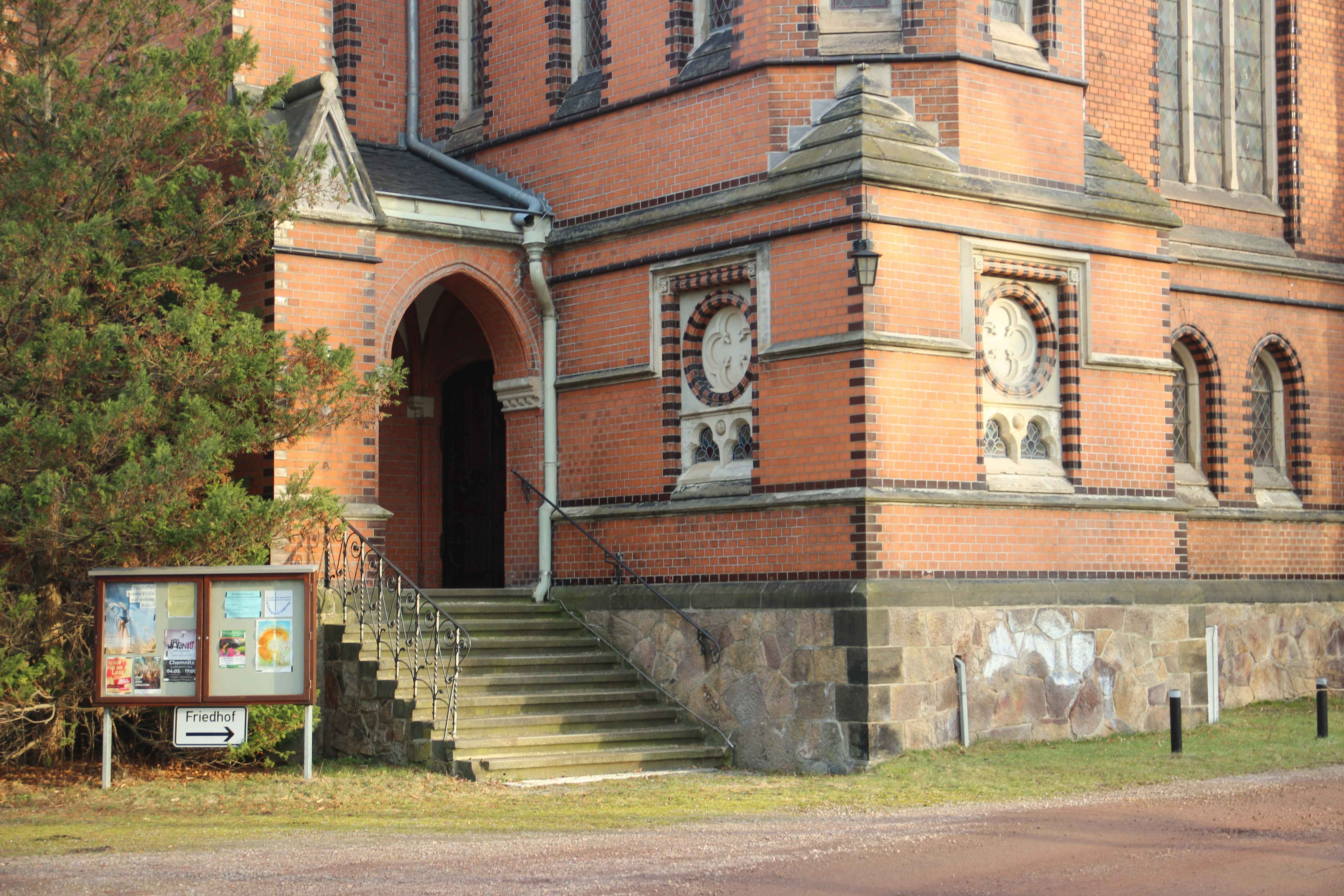
Seitenportal und Umfeld
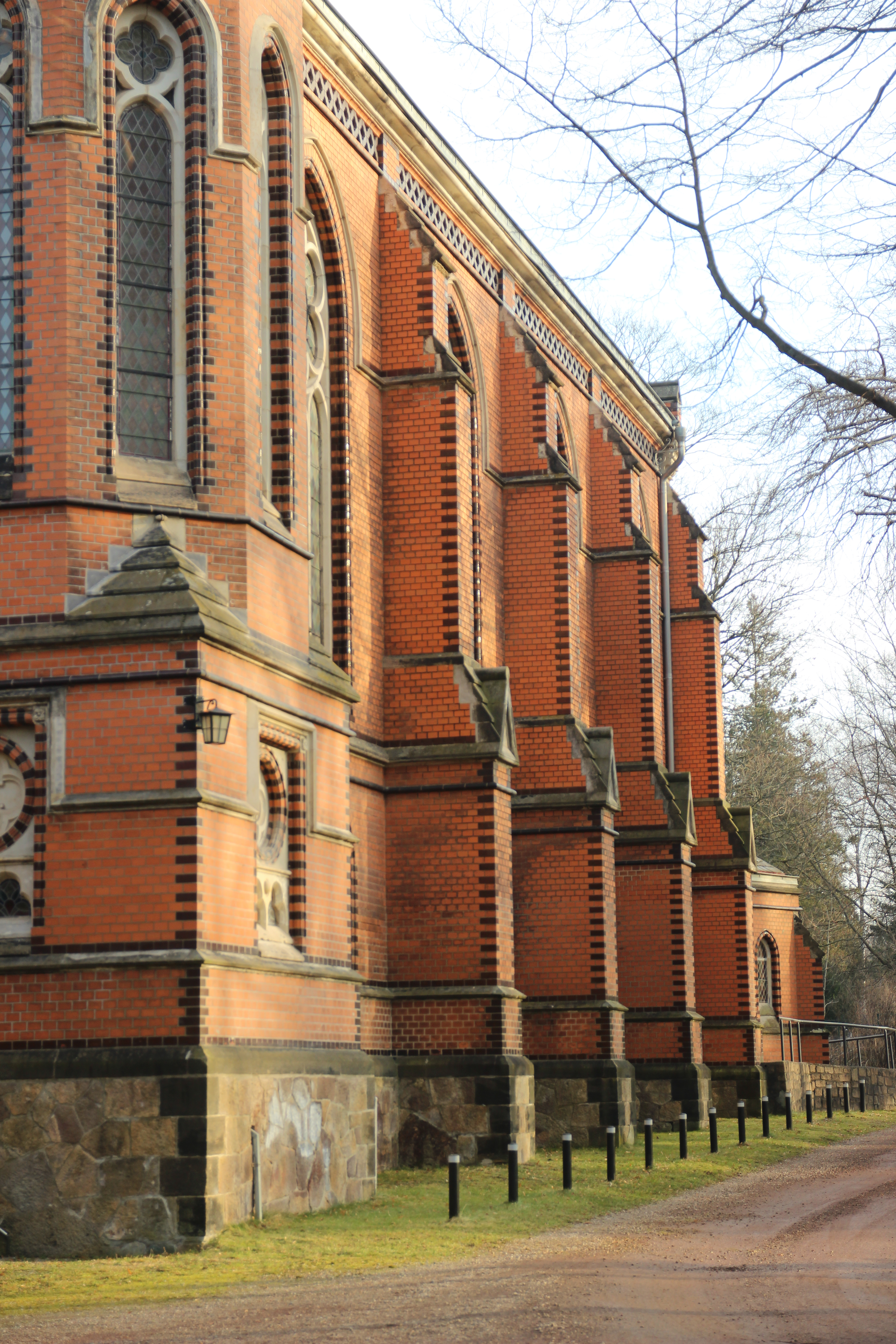
Stützpfeiler der Südfassade
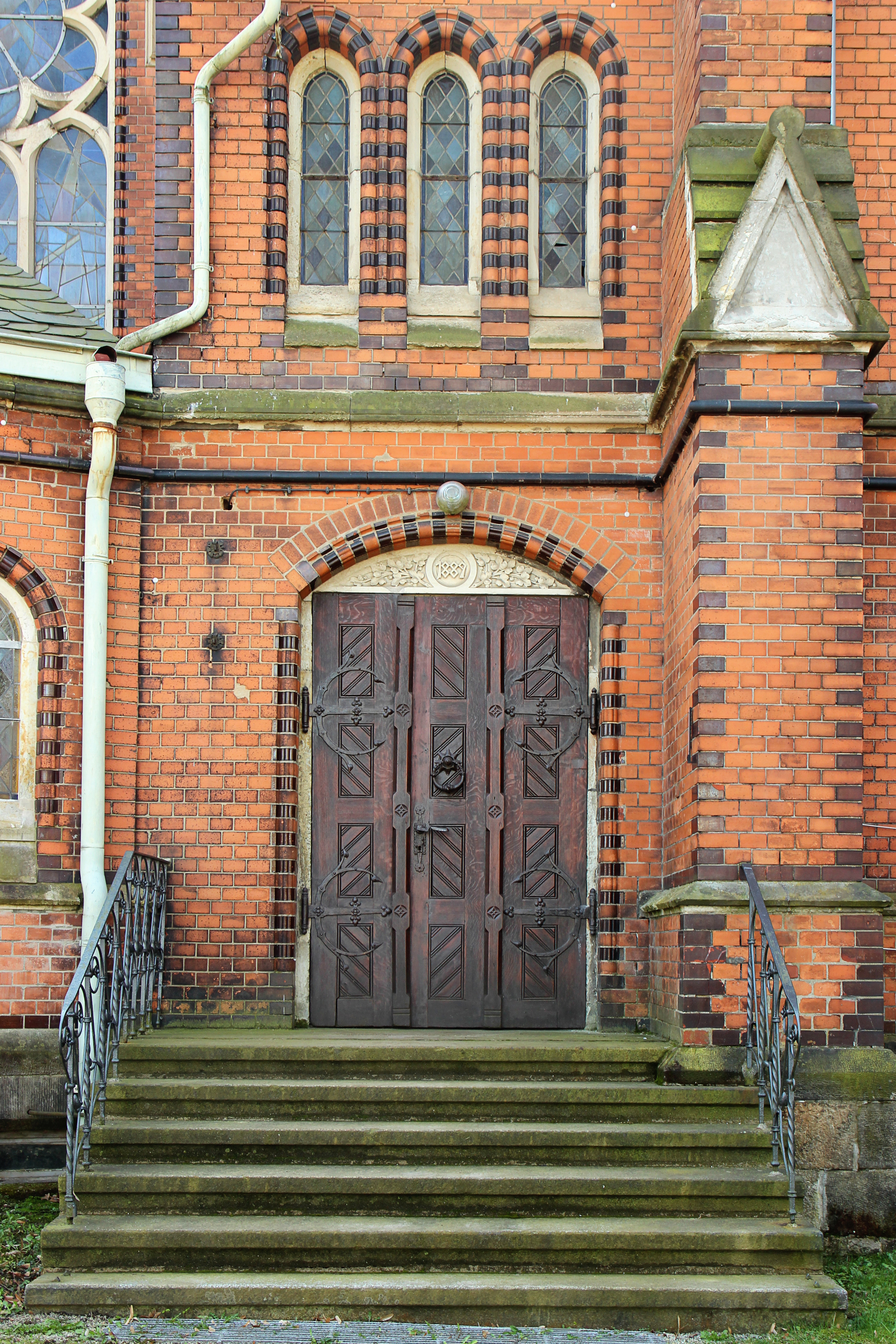
Seitenportal zur Taufkapelle
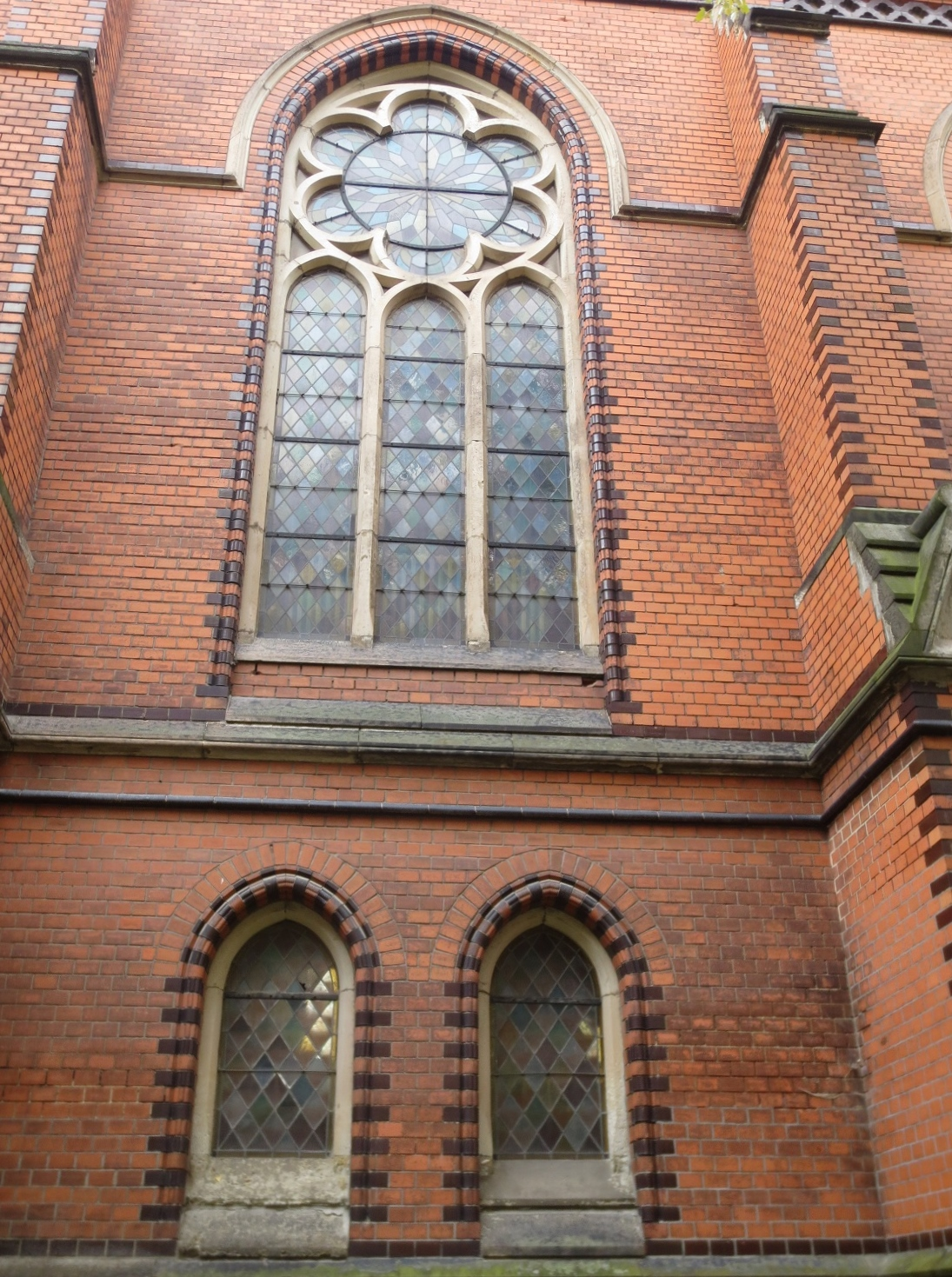
Fenster
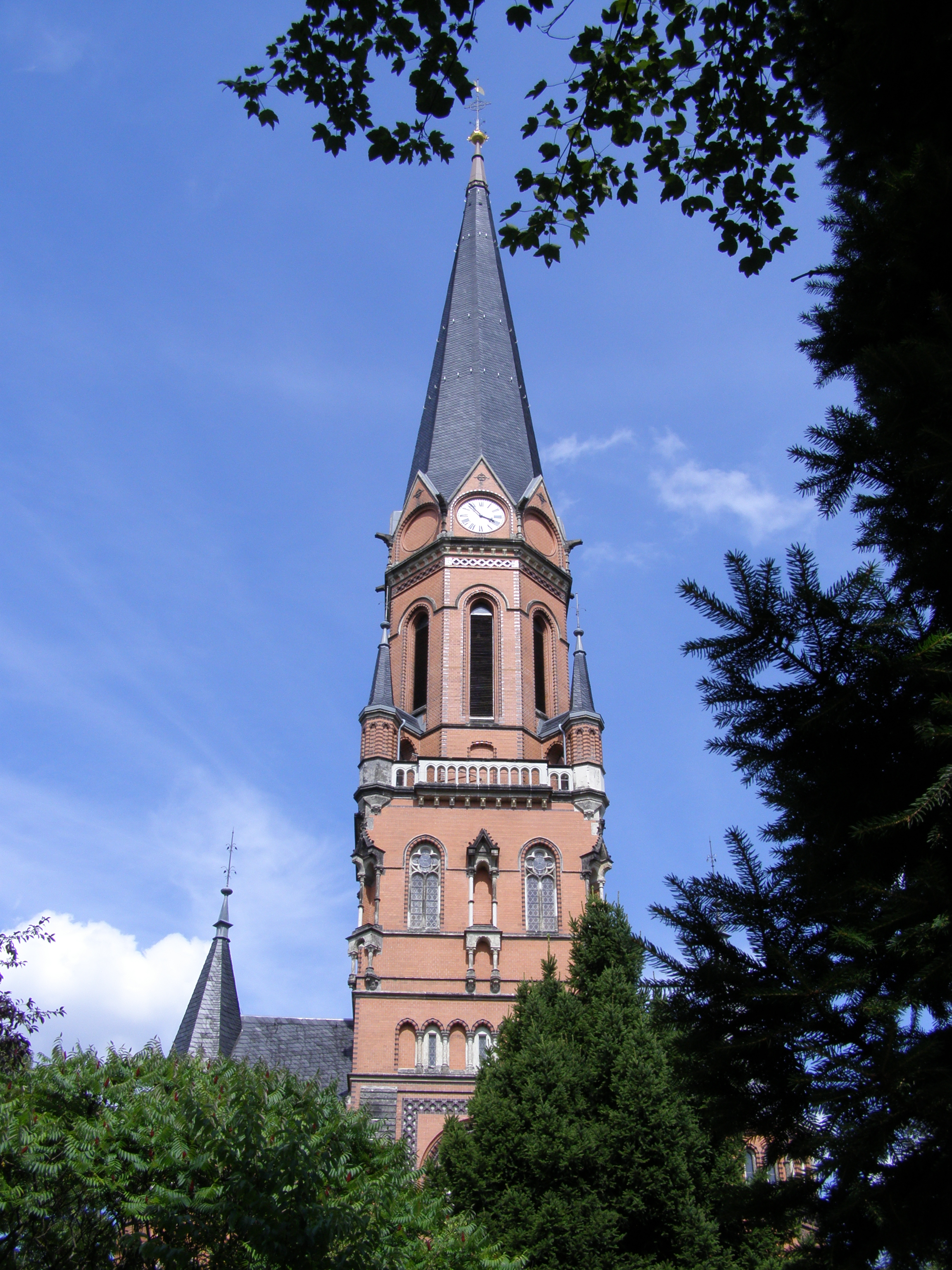
Kirchturm

## Umbenennung
Mit der Eingemeindung von Altchemnitz und wegen der bereits existierenden Pauli- und Petrigemeinden in Chemnitz wurde eine Namensänderung erforderlich. Deshalb erhielten Kirche und Gemeinde 1894 dem Namen St. Michaelis.

## Zweiter Weltkrieg
Beim Bombardement am 5. März 1945 wurde das Gemeindehaus zerstört, und auch die Kirche erlitt Beschädigungen, besonders an den Fenstern. Sie wurden in den darauf folgenden Jahren erneuert, und im Laufe der Zeit mussten auch andere Dinge saniert werden.

## Sanierungen

### Orgeleinbau 1974
Seit 1974 verfügt die Kirche über eine neue Orgel der Orgelbauwerkstatt Jehmlich in Dresden. Sie zählt zu den besterhaltenen Orgeln der Stadt.

### Glocken
Die im Oktober 1890 geweihten Glocken wurden zusammen mit dem Orgelprospekt im Ersten Weltkrieg 1917 für Rüstungszwecke abgegeben. Zwei der neuen, 1920 von der Gießerei C. Albert Bierling gegossenen Bronzeglocken in des', f' und as' musste die Gemeinde 1942 abgeben. Die verbliebene kleine Taufglocke (as') wurde am 6. Oktober 1957 durch zwei Eisenhartgussglocken in den Tönen f' und b' zu einem Dreiergeläut ergänzt.

### Kirchendach
Zum 100-jährigen Jubiläum wurde das Kirchendach 1991 neu gedeckt, die Kosten wurden vom Denkmalamt und durch Spenden getragen.

### Kirchturmsanierung
Im Juni 2001 begann die Sanierung des Kirchturms. Die Industrieluft hatte dem Sandstein am Turm stark zugesetzt, so dass eine Erneuerung dringend erforderlich war. Die Gesamtkosten der 2002 abgeschlossenen Sanierung beliefen sich auf mehr als 1 Mio. DM. Die Finanzierung übernahmen die Stadt Chemnitz, die Evangelisch-Lutherische Landeskirche Sachsens, der Regierungsbezirk Chemnitz sowie die Kirchengemeinde.

## Friedhof und Friedhofskapelle
Unmittelbar hinter der Kirche liegt der Friedhof der Gemeinde. Er wurde 1878 angelegt und löste den alten Friedhof auf dem heutigen Gelände der Altchemnitzer Schule ab. Nach mehrmaligen Erweiterungen bis 1894 hat er heute eine Fläche von zwei Hektar.
In rotem Backstein-Mauerwerk wurde 1912 die heute denkmalgeschützte Friedhofskapelle errichtet und 1992–1994 saniert. Über dem Hauptportal steht der in Stein gehauene Bibelspruch: „Ich bin die Auferstehung und das Leben“. Der Friedhof hat einen reichen Bestand an Bäumen, die zum Teil über 100 Jahre alt sind, an Sträuchern und Hecken sowie eine der letzten größeren Ulmen-Alleen in der Stadt. Die ebenen Wege sind mit Ruhebänken versehen. Somit ist der Michaelis-Friedhof eine bedeutende Grüne Lunge im Stadtteil Altchemnitz.

## Kulturdenkmal St.-Michaelis-Kirche und Sachgesamtheit Friedhof Altchemnitz
Die Kirche ist zusammen mit dem Gartendenkmal Kirchplatz ein unter Denkmalschutz stehendes Kulturdenkmal.
Der Friedhof ist eine bemerkenswerte, axial organisierte und gartenartig gestaltete Friedhofsanlage, beherrscht von dem im Zentrum aufragenden Kapellenbau. Die Sachgesamtheit St.-Michaelis-Friedhof Altchemnitz hat folgende Einzeldenkmale:
- Friedhofskapelle
- Luthergedenkstein
- Kriegerdenkmal für Deutsch-Französischen Krieg 1870/71
- drei Grabmäler (siehe Einzeldenkmalliste, Obj.-Nr. 09202279)

Die Sachgesamtheit ist ein geschütztes Kulturdenkmal.

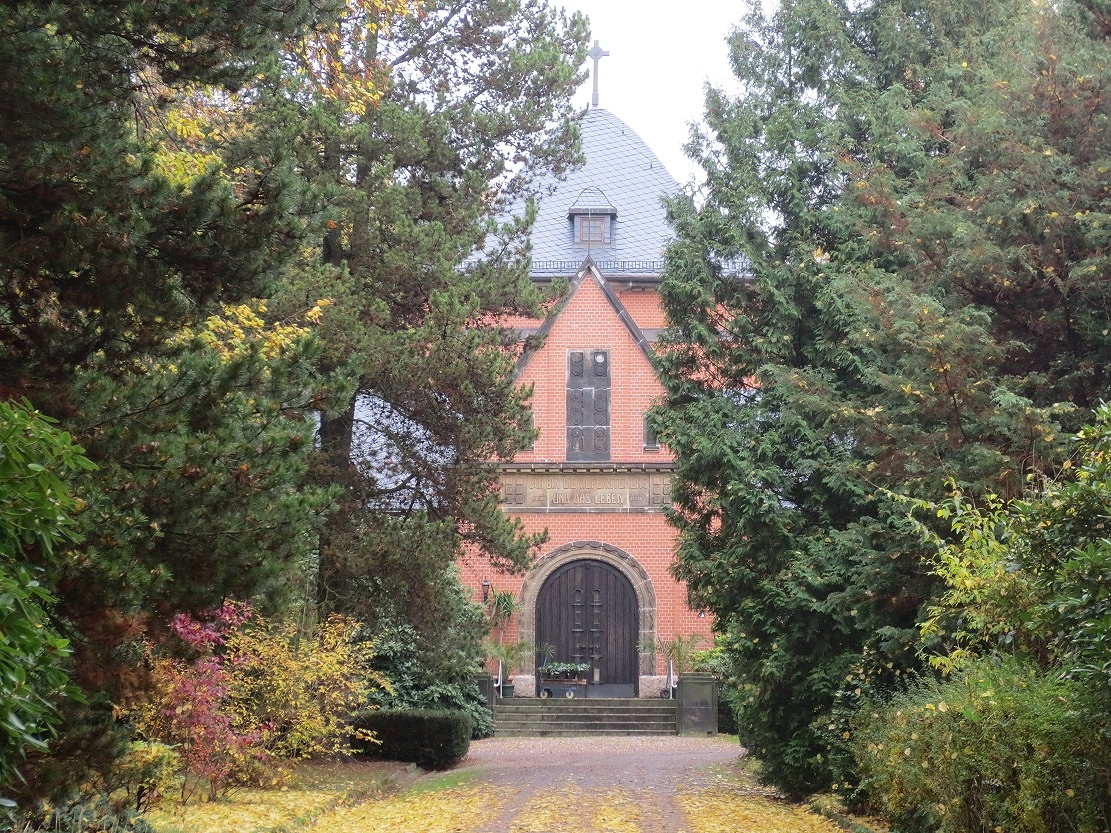
Friedhofskapelle
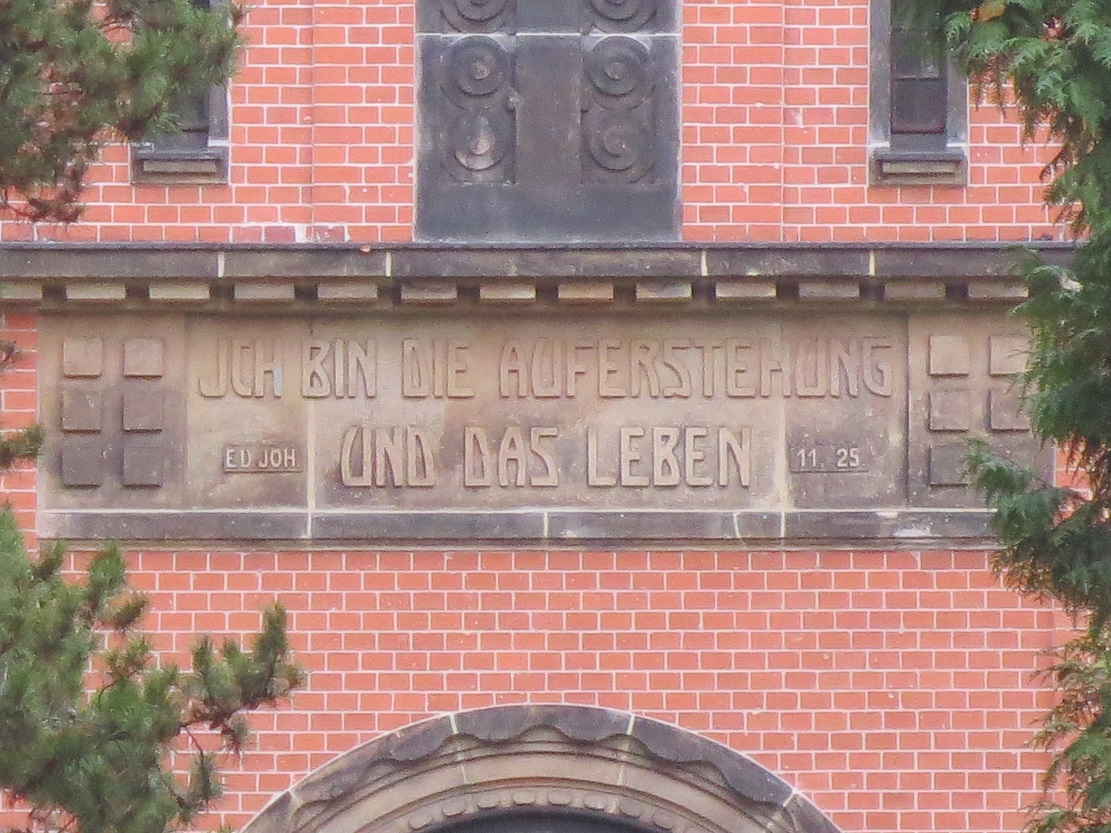
Inschrift
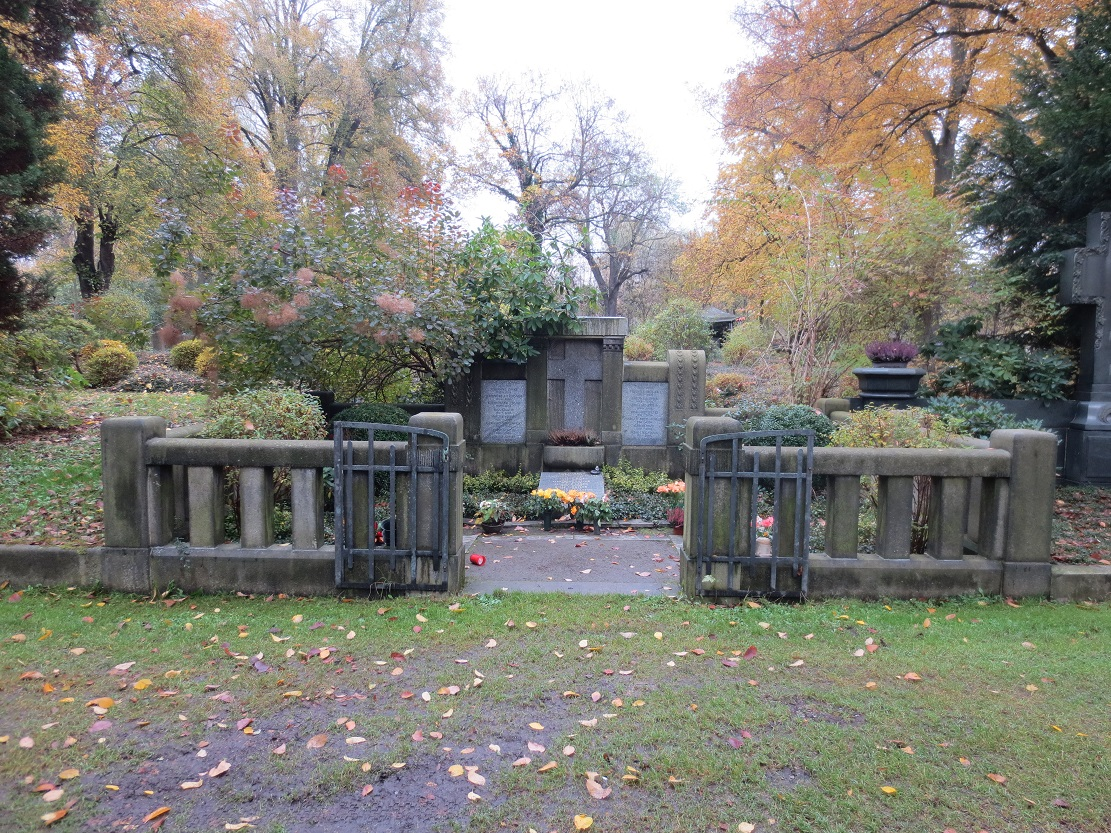
Friedhof als grüne Lunge
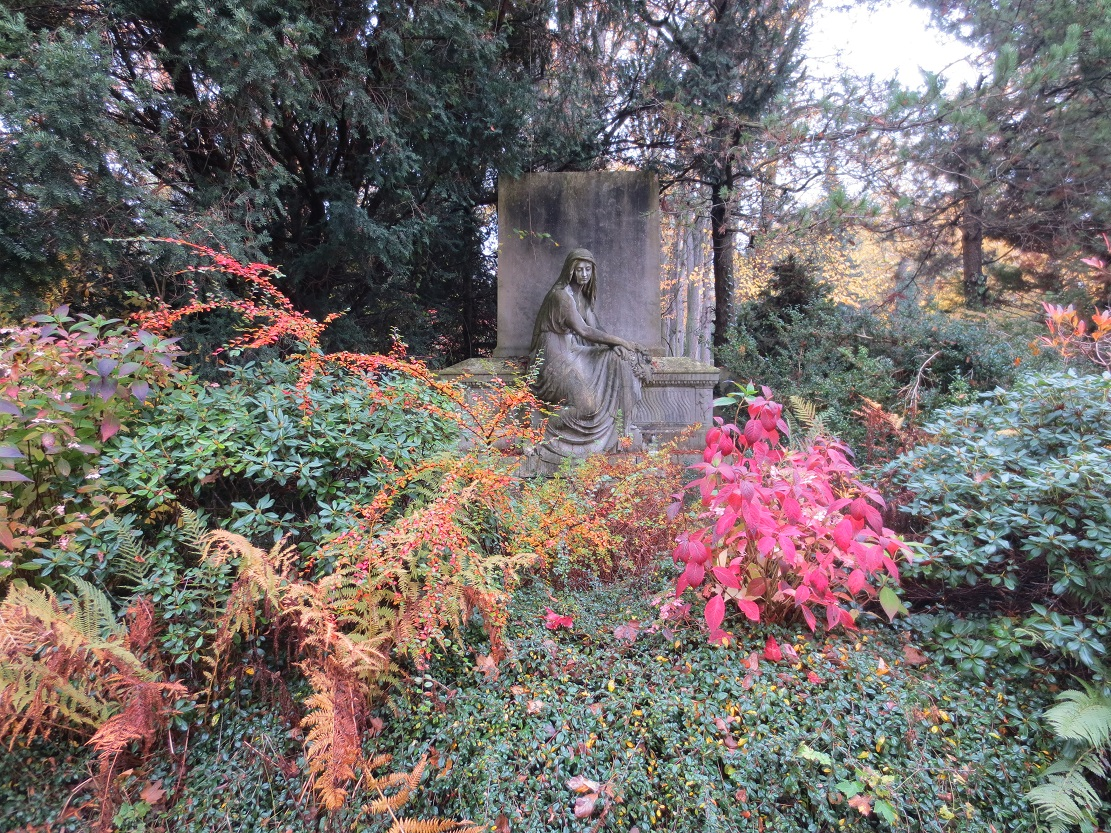
Grabmal
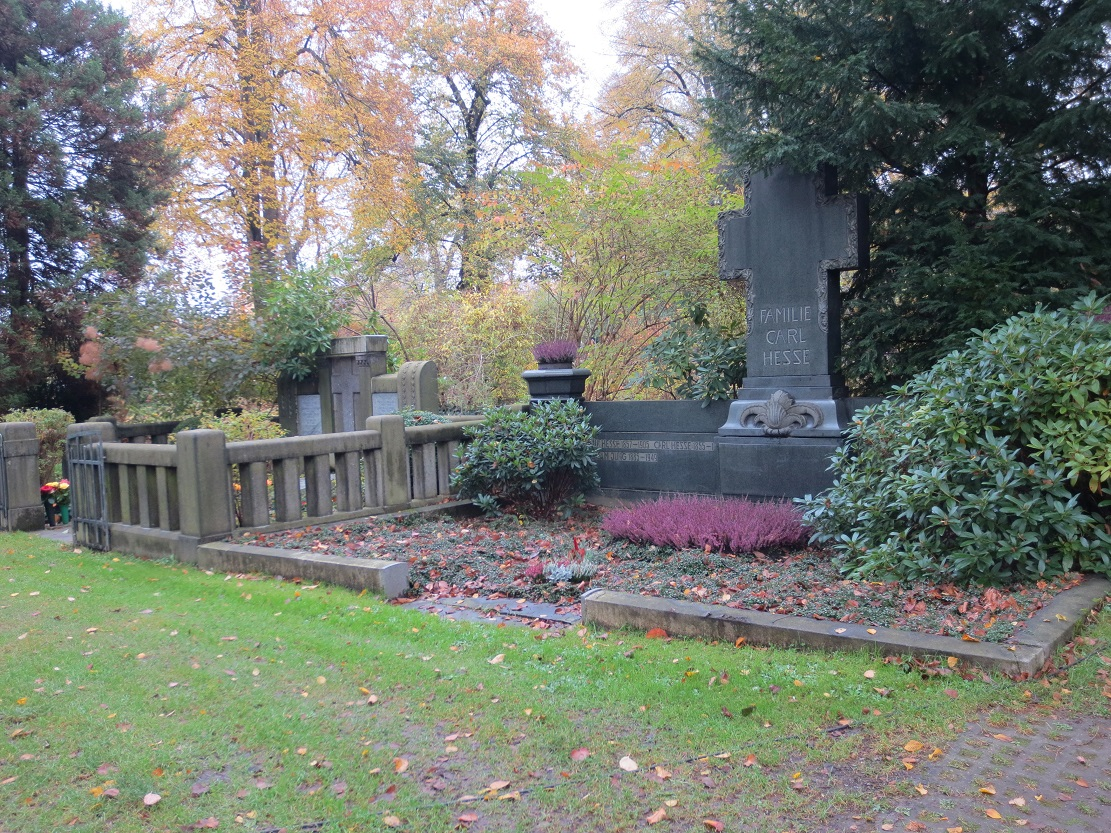
Grabmal
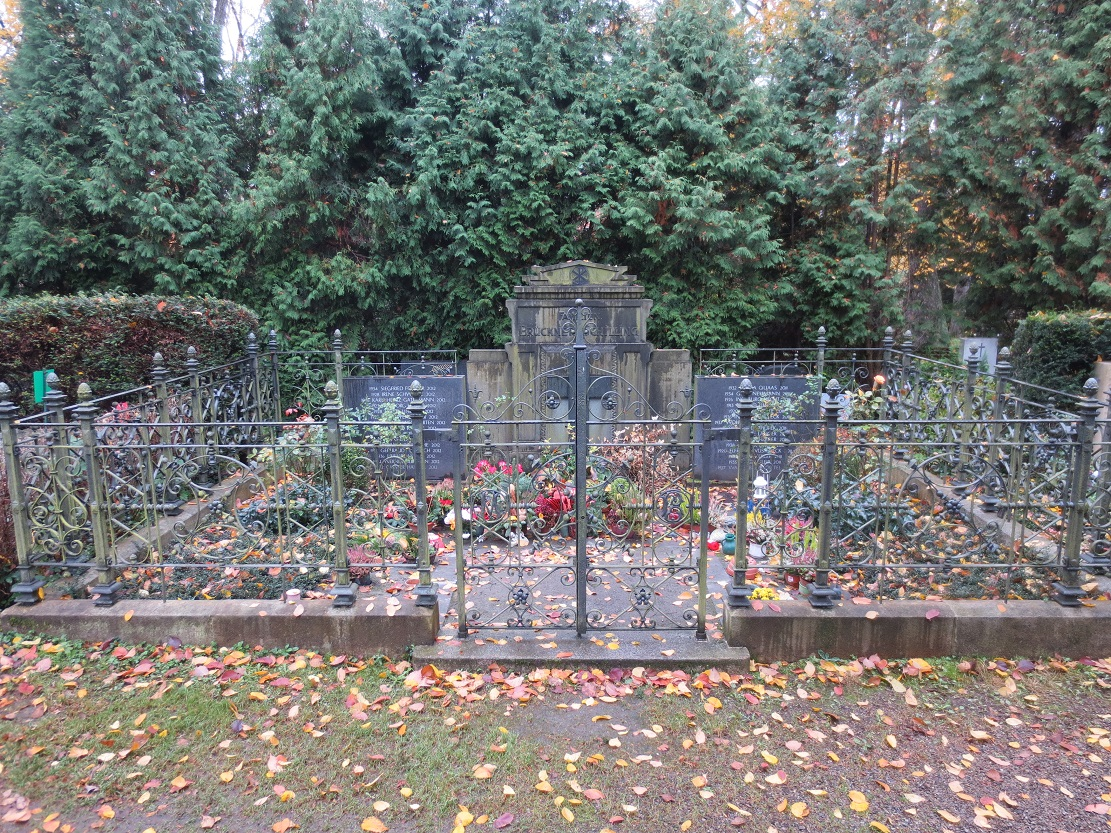
Grabmal
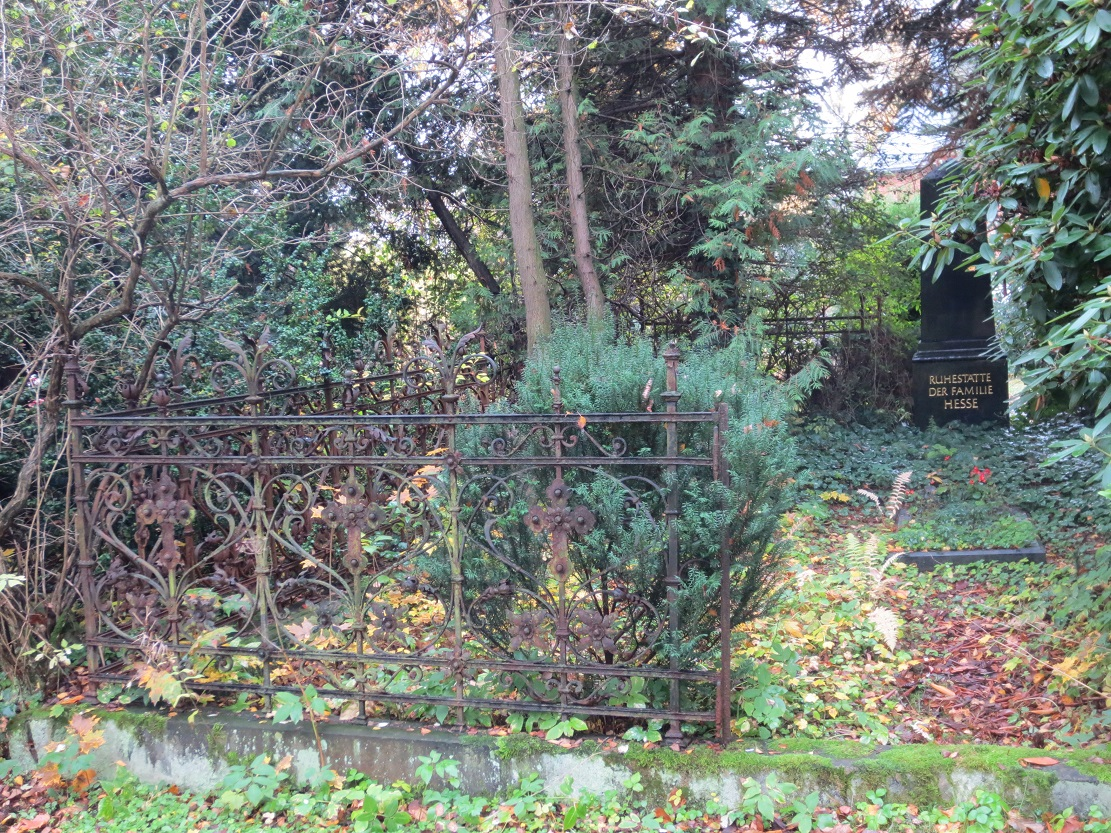
Verwilderte Grabmäler